# Мекеним Кыргызстан

Старый логотип партии «Мекеним Кыргызстан»

Политическая партия «Мекеним Кыргызстан» (кирг. «Мекеним Кыргызстан» саясий партиясы, рус. «Моя родина — Киргизия») — политическая партия Киргизии, образованная в 2015 году. В Министерстве юстиции Киргизской Республики партия была зарегистрирована 24 мая 2019 года.

## История

### 2016
По итогам выборов местных кенешей Киргизской Республики, назначенных на 11 декабря 2016 года — мандатов:
- в Бишкекский городской кенеш из 45 мандатов — получила 17 360[8] голосов, 13,03 % (7 мандатов)[9][10][11]
- в Ошский городской кенеш из 45 мандатов — получила 6036 голосов, 11,8 % (6 мандатов)[12][13][14][15]

### 2018
По итогам выборов местных кенешей Киргизской Республики, назначенных на 28 января 2018 года — мандатов:
- в Таш-Комурском городском кенеше Джалал-Абадской области из 31 мандатов — получила 3202 голосов, 30,32 % (10 мандатов)
- в Кара-Балтинском городском кенеше Жайылского района Чуйской области из 31 мандатов — получила 2910 голосов, 19,77 % (7 мандатов)[19][20]

### 2019
- 3 апреля 2019 в Бишкекский городской кенеш Жанарбек Алымов назначен лидером фракции от Политической партии «Мекеним Кыргызстан»[21][22][23][24]

Председатель партии — Ильичбек Эргешов, ранее занимавший должность вице-мэра города Ош по социальным вопросам.

## Примечание
1. ↑  Министерство юстиции Кыргызской Республики » Список политических партий. Дата обращения: 22 января 2020. Архивировано 9 февраля 2020 года.
2. ↑  :: Электронная база данных юридических лиц, филиалов (представительств) :: (недоступная ссылка — история). register.minjust.gov.kg. Дата обращения: 22 января 2020.
3. ↑  Бактыгуль ОСМОНАЛИЕВА. Предвыборные «свадьбы». Кто новая партия власти и кому уже не быть в парламенте. 24.kg (23 октября 2019). Дата обращения: 22 января 2020. Архивировано 26 октября 2019 года.
4. ↑  "Демократия Мууну". Команда «Мекеним Кыргызстан»: Кто они? KLOOP.KG - Новости Кыргызстана (12 июля 2017). Дата обращения: 22 января 2020.
5. ↑  Политическая партия "Мекеним Кыргызстан", ИНН 02711201510266 - — Бишкек, Кыргызстан - ОсОО.KG (англ.). www.osoo.kg. Дата обращения: 22 января 2020. Архивировано 1 июня 2022 года.
6. ↑  Список политических партий Кыргызской Республики - ЦИК КР. shailoo.gov.kg. Дата обращения: 22 января 2020. Архивировано 18 сентября 2020 года.
7. ↑  Today. Куда ведут следы политической партии "Мекеним Кыргызстан". Today.KG (19 июля 2019). Дата обращения: 22 января 2020.
8. ↑  Итоги выборов в местные кенеши 11декабря 2016 года - ЦИК КР. shailoo.gov.kg. Дата обращения: 22 января 2020. Архивировано 18 сентября 2020 года.
9. ↑  Полный список кандидатов в депутаты Бишкекского горкенеша. Sputnik Кыргызстан. Дата обращения: 22 января 2020. Архивировано 7 октября 2021 года.
10. ↑  Выборы-2016. Результаты голосования по городам (таблицы). Радио Азаттык (Кыргызская служба Радио Свободная Европа/Радио Свобода). Дата обращения: 22 января 2020. Архивировано 15 октября 2020 года.
11. ↑  Итоги выборов в Бишкекский горенеш: проходят 5 партий. Кактус (11 декабря 2016). Дата обращения: 22 января 2020. Архивировано 5 августа 2020 года.
12. ↑  ОБЗОР: КЫРГЫЗСТАН: ИТОГИ ВЫБОРОВ В МЕСТНЫЕ КЕНЕШИ. www.ca-portal.ru. Дата обращения: 22 января 2020. Архивировано из оригинала 13 декабря 2017 года.
13. ↑  Депутаты местных кенешей - ЦИК КР. shailoo.gov.kg. Дата обращения: 22 января 2020. Архивировано 13 августа 2020 года.
14. ↑  По данным на 20.30, мандаты в Оше поделят 4 партии. Sputnik Кыргызстан. Дата обращения: 22 января 2020. Архивировано 7 октября 2021 года.
15. ↑  Постановление Центральной комиссии по выборам и проведению референдумов КР от 11 апреля 2016 года № 77 "Об утверждении протоколов об итогах голосования и результатах выборов депутатов Ошского городского кенеша, прошедших 27 марта 2016 года". cbd.minjust.gov.kg. Дата обращения: 22 января 2020. Архивировано 7 октября 2021 года.
16. ↑  Бишкекский филиал МИМРД МПА СНГ. www.bicis.kg. Дата обращения: 22 января 2020. Архивировано 17 января 2020 года.
17. ↑  «Мекеним Кыргызстан», оставившая позади СДПК » Политика » Gezitter.org - Чтобы понимали… m.gezitter.org. Дата обращения: 22 января 2020. Архивировано 18 октября 2020 года.
18. ↑  Администратор. Отчёт о движении денежных средств из избирательных фондов политических партий, кандидатов по состоянию на 22 января 2018 года. Городской портал. Дата обращения: 22 января 2020. Архивировано 27 марта 2018 года.
19. ↑  Информационный брифинг ЦИК КР: предварительные итоги выборов некоторых местных кенешей Кыргызской Республики - ЦИК КР. shailoo.gov.kg. Дата обращения: 22 января 2020. Архивировано 7 октября 2020 года.
20. ↑  Депутаты Кара-Балтинского городского кенеша XXIX-созыва — ГОРКЕНЕШ. Дата обращения: 22 января 2020. Архивировано 2 февраля 2020 года.
21. ↑  Super User. Алымов Жанарбек Жапарович. Бишкекский городской кенеш. Дата обращения: 22 января 2020. Архивировано 22 января 2020 года.
22. ↑  Жанарбек Алымов стал лидером фракции «Мекеним Кыргызстан» в Бишкекском горкенеше. Новости Кыргызстана (3 апреля 2019). Дата обращения: 22 января 2020. Архивировано 18 января 2020 года.
23. ↑  Автор: Темирлан ТОКТОБОЛОТОВ Жаны Ордо. Жанарбек Алымов, депутат города Бишкека, член партии «Мекеним Кыргызстан»: «Не имеет никакого отношения к партии Илмиянова «Мекеним Кыргызстан» » Интервью » Gezitter.org - Чтобы понимали… www.gezitter.org. Дата обращения: 22 января 2020. Архивировано 18 октября 2020 года.
24. ↑  Алымов Жанарбек Жапарович. who.ca-news.org. Дата обращения: 22 января 2020. Архивировано 18 октября 2020 года.